# Biomphalaria salinarum
Biomphalaria salinarum là một loài ốc nước ngọt hô hấp trên cạn, là động vật thân mềm chân bụng có phổi sống dưới nước thuộc họ Planorbidae.
Loài này có ở Angola và Namibia.